# The Very Best Of (Eagles)
The Very Best Of (pubblicato come The Complete Greatest Hits nel Regno Unito e in Australia) è una compilation del gruppo musicale country rock statunitense Eagles, pubblicata nel 2003.

## Tracce

### Disco 1
1. Take It Easy (Jackson Browne, Glenn Frey) - 3:29
2. Witchy Woman (Don Henley, Bernie Leadon) - 4:10
3. Peaceful Easy Feeling (Jack Tempchin) - 4:16
4. Desperado (Glenn Frey, Don Henley) - 3:33
5. Tequila Sunrise (Glenn Frey, Don Henley) - 2:52
6. Doolin-Dalton (Jackson Browne, Glenn Frey, Don Henley, J. D. Souther) - 3:26
7. Already Gone (Robb Strandlund, Jack Tempchin) - 4:13
8. Best of My Love (Glenn Frey, Don Henley, J. D. Souther) - 4:35
9. James Dean (Jackson Browne, Glenn Frey, Don Henley, J. D. Souther) - 3:36
10. Ol' 55 (Tom Waits) - 4:22
11. Midnight Flyer (Paul Craft) - 3:58
12. On the Border (Glenn Frey, Don Henley, Bernie Leadon) - 4:28
13. Lyin' Eyes (Glenn Frey, Don Henley) - 6:21
14. One of These Nights (Glenn Frey, Don Henley) - 4:51
15. Take It to the Limit (Glenn Frey, Don Henley, Randy Meisner) - 4:48
16. After the Thrill Is Gone (Glenn Frey, Don Henley) - 3:56
17. Hotel California (Don Felder, Glenn Frey, Don Henley) - 6:30

### Disco 2
1. Life in the Fast Lane (Glenn Frey, Don Henley, Joe Walsh) – 4:46
2. Wasted Time (Glenn Frey, Don Henley) – 4:55
3. Victim of Love (Don Felder, Glenn Frey, Don Henley, J. D. Souther) – 4:11
4. The Last Resort (Glenn Frey, Don Henley) – 7:25
5. New Kid in Town (Glenn Frey, Don Henley, J. D. Souther) – 5:04
6. Please Come Home for Christmas (Charles Brown, Gene Redd) – 2:58
7. Heartache Tonight (Glenn Frey, Don Henley, Bob Seger, J. D. Souther) – 4:26
8. The Sad Café (Glenn Frey, Don Henley, J. D. Souther, Joe Walsh) – 5:35
9. I Can't Tell You Why (Glenn Frey, Don Henley, Timothy B. Schmit) – 4:56
10. The Long Run (Glenn Frey, Don Henley) – 3:42
11. In the City (Barry De Vorzon, Joe Walsh) – 3:46
12. Those Shoes (Don Felder, Glenn Frey, Don Henley) – 4:56
13. Seven Bridges Road (Steve Young) – 3:25
14. Love Will Keep Us Alive (Jim Capaldi, Paul Carrack, Peter Vale) – 4:00
15. Get Over It (Glenn Frey, Don Henley) – 3:29
16. Hole in the World (Glenn Frey, Don Henley) – 4:13

## Classifiche

### Classifiche di fine anno
| Classifica (2011) | Posizione |
| ----------------- | --------- |
| Islanda           | 62        |